# Médaille du 70e anniversaire de Haakon VII
La médaille du 70e anniversaire de Haakon VII est une récompense militaire norvégienne, instituée par le roi de Norvège Haakon VII le 27 octobre 1942. Elle a été décernée en reconnaissance du personnel militaire qui a servi dans les forces armées norvégiennes en Grande-Bretagne à la date du 70e anniversaire du roi de Norvège Haakon VII, le 3 août 1942.

## Description
La médaille est en bronze, circulaire, de 32 millimètres de diamètre. L’avers représente l’effigie du roi en uniforme militaire d’amiral, entourée de l’inscription « HAAKON 7 NORGES KONGE » (Haakon VII, roi de Norvège). Le revers porte sur trois lignes l’inscription « TIL MINNE OM 70-ÅRSDAGEN 3 août 1942 » (commémoration 70e anniversaire, 3 août 1942), entourée d’un motif décoratif autour du bord de la médaille. La médaille est surmontée d’une couronne royale. Elle est suspendue à un ruban aux couleurs de l’Étendard Royal : rouge avec deux bandes jaunes centrales. Elle se porte sur le côté gauche de la poitrine. Le modèle a été dessiné par Oskar Sørensen, et elle a été produite en 1946 par la société de joaillerie J. Tostrup à Oslo.

## Historique
Après l’inauguration en 1942, les récipiendaires de la médaille du 70e anniversaire de Haakon VII n’ont reçu que des rubans. La médaille elle-même a été produite et décernée pour la première fois en 1946. À l’époque, 9 500 exemplaires avaient été livrés. Le nombre d’allocations est supposé être équivalent.

## Évaluation
La médaille du 70e anniversaire de Haakon VII se classe au septième rang dans l’ordre de préséance des récompenses militaires pour les efforts pendant la Seconde Guerre mondiale, et au 33e rang dans la série des décorations civiles et militaires norvégiennes.